# شهرستان کراسنویارسکی (استان سامارا)
شهرستان کراسنویارسکی (به لاتین: Krasnoyarsky District) یک شهرستان در روسیه است که در استان سامارا واقع شده‌است.